# 原宿駅前ステージ
原宿駅前ステージ（はらじゅくえきまえステージ）は、原宿駅前にあった多目的イベントスペース。運営はライジングプロダクション。

## 概要
ライジングプロダクションは2015年3月30日に本社を原宿駅前のはらじゅくアッシュビルに移転。それを機に、ライジングプロ・ホールディングス社長・平哲夫の発案により、ビルの6階に劇場を設けることになった。平曰く、「せっかく原宿に来たのだから、こちらから発信できるものを作りたかった」とのこと。
劇場支配人は取締役の田代雅裕。
2015年8月24日オープン。ライジングプロダクション所属のタレントの卵で結成された女性アイドルグループ「原宿駅前パーティーズ」が夏休み期間は毎日、9月以降は週末中心に公演を行っている。こけら落とし公演には西内まりやがスペシャルゲストとして参加した。しかし原宿駅前パーティーズ活動休止後はイベントスペースとして利用されることが多かった。さらに同ビル屋上に巣箱を置くミツバチ専業のBeetopiaに売却された。現在はGE Theaterとして運営。

## 設備
ステージはランウェイがフロア後方まで広がり、その先端は円形となっている。約100席の客席のうち、ステージに面した席が約3分の1の36席あり、ステージと客席との近さが特徴。

## 公演
原則として、原宿駅前パーティーズの4チーム（ふわふわ、原宿乙女、原駅ステージA、ピンクダイヤモンド）すべてが出演するが、まれに1チームのみの特別公演が行われることもある。
公演では、歌の他に、メンバーによるファッションショーも行われており、同フロアにある「エリア原宿」でメンバーが着用したものと同じ服が購入可能である。
オープン当初は電話予約のみであったが、予約が殺到したため、チケットぴあの「原宿駅前ステージ ランウェイ・メンバーズ」サイトに登録した上で、抽選に当たった場合のみ購入可能。座席は公演当日窓口でくじ引きで決定する。

## ウェブ番組
2016年6月2日、会場名と同名の「原宿駅前ステージ」をインターネットテレビ局AbemaTVの「AbemaSPECIALチャンネル」で毎週木曜18時から配信開始。「原宿駅前ステージ」を舞台に毎週木曜18時から19時まで生配信する音楽番組である。
原宿駅前パーティーズのうち、ふわふわ、原駅ステージA、原宿乙女の3グループから選抜された3人のMCに、週替わりのお笑い芸人1名がゲストMCとして加わり進行を務める。
3グループのライブ、原宿トレンド情報、MCを交えたテーマトークなどの内容で構成され、一部コーナーはAbemaビデオでアーカイブ配信されるものの、原則見逃し配信は行っていない。
2018年3月最終週で最終回を迎えた。